# Persone di cognome Mayer
| Questa pagina contiene informazioni ricavate automaticamente dalle voci biografiche con l'ausilio del template Bio e di un bot. L'aggiornamento è periodico e automatico e ricostruisce completamente la pagina. Se manca una persona in questa lista, sei pregato di non aggiungerla, ma accertati piuttosto che la sua voce biografica contenga il template Bio e che i dati anagrafici siano correttamente compilati. Se il template Bio manca, inseriscilo tu stesso o, in alternativa, metti l'avviso {{tmp\|Bio}} che ne segnala la mancanza. Se i dati riportati sono sbagliati, correggi direttamente la voce biografica; le modifiche saranno visibili in questa lista entro pochi giorni. Per chiarimenti vedi il progetto antroponimi. La lista contiene solo le 78 persone che sono citate nell'enciclopedia e per le quali è stato implementato correttamente il template Bio. Pagina aggiornata al 7 giu 2025. |

Questa è una lista di persone presenti nell'enciclopedia che hanno il cognome Mayer, suddivise per attività principale.

## Allenatori di calcio(2)
- Andreas Mayer, allenatore di calcio e calciatore tedesco (Burgau, n. 1972)
- Mauro Mayer, allenatore di calcio e ex calciatore italiano (Jesolo, n. 1970)

## Anatomisti(1)
- Johann Christoph Andreas Mayer, anatomista tedesco (Greifswald, n. 1747 - Berlino, † 1801)

## Archeologi(1)
- Maximilian Mayer, archeologo tedesco (Prenzlau, n. 1856 - Lipsia, † 1939)

## Architetti(1)
- Jürgen Mayer, architetto tedesco (Stoccarda, n. 1965)

## Arcieri(1)
- Jérôme de Mayer, arciere belga (n. 1875 - † 1958)

## Astronomi(2)
- Christian Mayer, astronomo e gesuita ceco (Modřice, n. 1719 - † 1783)
- Tobias Mayer, astronomo, cartografo e matematico tedesco (Marbach am Neckar, n. 1723 - Gottinga, † 1762)

## Attori(3)
- Christopher Mayer, attore statunitense (New York, n. 1954 - Sherman Oaks, † 2011)
- Ken Mayer, attore statunitense (San Francisco, n. 1918 - North Hollywood, † 1985)
- Rodolfo Mayer, attore brasiliano (San Paolo, n. 1910 - Niterói, † 1985)

## Batteristi(1)
- Jojo Mayer, batterista svizzero (Zurigo, n. 1963)

## Calciatori(6)
- Alan Mayer, ex calciatore statunitense (Islip, n. 1952)
- Bruno Mayer, ex calciatore italiano (Cà Vio, n. 1951)
- Danilo Mayer, ex calciatore italiano (Ca' Vio, n. 1945)
- Matías Mayer, calciatore argentino (Neuquén, n. 1996)
- Max Mayer, calciatore svizzero
- Otto Mayer, calciatore svizzero (Berna)

## Cantanti(1)
- Bianca Mayer, cantante, musicista e pianista svizzera (Scuol, n. 1979)

## Cantautori(1)
- John Mayer, cantautore e chitarrista statunitense (Bridgeport, n. 1977)

## Cardinali(1)
- Paul Augustin Mayer, cardinale, arcivescovo cattolico e abate tedesco (Altötting, n. 1911 - Roma, † 2010)

## Cestisti(1)
- Cristian Mayer, ex cestista e dirigente sportivo italiano (Jesolo, n. 1972)

## Dirigenti d'azienda(1)
- Marissa Mayer, dirigente d'azienda e ingegnera statunitense (Wausau, n. 1975)

## Dirigenti sportivi(1)
- Teddy Mayer, dirigente sportivo statunitense (Scranton, n. 1935 - Inghilterra, † 2009)

## Discoboli(1)
- Gerhard Mayer, discobolo austriaco (Vienna, n. 1980)

## Disegnatori(1)
- Luigi Mayer, disegnatore e pittore italiano (n. 1755 - Londra, † 1803)

## Filantropi(1)
- Robert Mayer, filantropo e banchiere tedesco (Mannheim, n. 1879 - † 1985)

## Generali(1)
- Johannes Mayer, generale tedesco (Stepenitz, n. 1893 - Amburgo, † 1963)

## Gesuiti(1)
- Rupert Mayer, gesuita tedesco (Stoccarda, n. 1876 - Monaco di Baviera, † 1945)

## Ginnasti(1)
- George Mayer, ginnasta e multiplista statunitense

## Giocatori di football americano(1)
- Michael Mayer, giocatore di football americano statunitense (Independence, n. 2001)

## Giornalisti(2)
- Sandro Mayer, giornalista, scrittore e personaggio televisivo italiano (Piacenza, n. 1940 - Milano, † 2018)
- Teodoro Mayer, giornalista, politico e banchiere italiano (Trieste, n. 1860 - Roma, † 1942)

## Giuristi(1)
- Hans Mayer, giurista e germanista tedesco (Colonia, n. 1907 - Tubinga, † 2001)

## Ingegneri(2)
- Giovanni Domenico Mayer, ingegnere italiano (Perugia, n. 1868 - † 1925)
- Lucio Mayer, ingegnere e dirigente pubblico italiano (Napoli, n. 1911 - Viareggio, † 1993)

## Matematici(2)
- Hans Ferdinand Mayer, matematico e fisico tedesco (Pforzheim, n. 1895 - Monaco di Baviera, † 1980)
- Walther Mayer, matematico austriaco (Graz, n. 1887 - Princeton, † 1948)

## Medici(2)
- Julius Robert von Mayer, medico e fisico tedesco (Heilbronn, n. 1814 - Heilbronn, † 1878)
- Sally Mayer, medico tedesco (Mayen, n. 1889 - Campo di concentramento di Auschwitz, † 1944)

## Militari(2)
- Albert Mayer, militare tedesco (Magdeburgo, n. 1892 - Joncherey, † 1914)
- Frederick Mayer, militare e agente segreto statunitense (Friburgo in Brisgovia, n. 1921 - Charles Town, † 2016)

## Modelle(1)
- Jacquelyn Mayer, ex modella statunitense (Sandusky, n. 1942)

## Multiplisti(1)
- Kévin Mayer, multiplista francese (Argenteuil, n. 1992)

## Nuotatori(1)
- Leopold Mayer, nuotatore austriaco († 1914)

## Oboisti(1)
- Albrecht Mayer, oboista e direttore d'orchestra tedesco (Erlangen, n. 1965)

## Orafi(1)
- Victor Mayer, orafo e imprenditore tedesco (Pforzheim, n. 1857 - Pforzheim, † 1946)

## Pallanuotiste(1)
- Bronwyn Mayer, pallanuotista australiana (Sydney, n. 1974)

## Pallanuotisti(1)
- Mihály Mayer, pallanuotista ungherese (Újpest, n. 1933 - Budapest, † 2000)

## Pallavoliste(1)
- Victoria Mayer, pallavolista argentina (Santa Fe, n. 2001)

## Pedagogisti(1)
- Enrico Mayer, pedagogista e scrittore italiano (Livorno, n. 1802 - Livorno, † 1877)

## Pilote motociclistiche(1)
- Andrea Mayer, pilota motociclistica e pilota di rally tedesca (Kaufbeuren, n. 1968)

## Piloti automobilistici(1)
- Timmy Mayer, pilota automobilistico statunitense (Dalton, n. 1938 - Longford, † 1964)

## Poetesse(1)
- Bernadette Mayer, poetessa e artista statunitense (New York, n. 1945 - New York, † 2022)

## Politici(1)
- René Mayer, politico francese (Parigi, n. 1895 - Parigi, † 1972)

## Produttori cinematografici(2)
- Louis B. Mayer, produttore cinematografico statunitense (Dymer, n. 1884 - Los Angeles, † 1957)
- Roger Mayer, produttore cinematografico statunitense (New York, n. 1926 - Los Angeles, † 2015)

## Psicologi(1)
- Richard E. Mayer, psicologo e insegnante statunitense (n. 1947)

## Pugili(1)
- Charles Mayer, pugile statunitense (Molsheim, n. 1882 - Sonoma, † 1972)

## Registi(1)
- Michael Mayer, regista, librettista e produttore televisivo statunitense (Washington, n. 1960)

## Sceneggiatori(1)
- Carl Mayer, sceneggiatore austriaco (Graz, n. 1894 - Londra, † 1944)

## Schermidori(1)
- Nicolas Mayer, schermidore canadese (n. 1984)

## Schermitrici(1)
- Helene Mayer, schermitrice tedesca (Offenbach am Main, n. 1910 - Monaco di Baviera, † 1953)

## Sciatori alpini(4)
- Christian Mayer, ex sciatore alpino austriaco (Villaco, n. 1972)
- Friedrich Mayer, ex sciatore alpino austriaco (n. 1956)
- Helmut Mayer, ex sciatore alpino austriaco (Feldkirchen in Kärnten, n. 1966)
- Matthias Mayer, ex sciatore alpino austriaco (Sankt Veit an der Glan, n. 1990)

## Scrittori(1)
- Carl Amery, scrittore e politico tedesco (Monaco di Baviera, n. 1922 - Monaco di Baviera, † 2005)

## Storici(2)
- Arno J. Mayer, storico lussemburghese (Lussemburgo, n. 1926 - Princeton, † 2023)
- Thomas F. Mayer, storico statunitense (Moline, n. 1951 - Bettendorf, † 2014)

## Tennisti(4)
- Sandy Mayer, ex tennista statunitense (Flushing, n. 1952)
- Florian Mayer, ex tennista tedesco (Bayreuth, n. 1983)
- Gene Mayer, ex tennista statunitense (Flushing, n. 1956)
- Leonardo Mayer, ex tennista argentino (Corrientes, n. 1987)

## Velociste(2)
- Lisa Mayer, velocista tedesca (Gießen, n. 1996)
- Sina Mayer, velocista tedesca (Neunkirchen, n. 1995)

## Zoologi(1)
- Alfred Goldsborough Mayer, zoologo e entomologo statunitense (Frederick, n. 1868 - Loggerhead Key, † 1922)

## Senza attività specificata(1)
- Travis Mayer, ex sciatore freestyle statunitense (Buffalo, n. 1982)